# Витешки роман
Витешки роман је средњовековни наративни спев, који је касније препричан на народном језику, по правилу са радњом из легендарних извора.
Носиоци радње су најчешће витезови, који доказују своју храброст, љубав и част. Чести мотиви ових романа су легенде о Александру Великом и легенде о келтском краљу Артуру (у које се уводе средњовековни витешки јунаци).